# Verordnung über die ehrenamtliche Betätigung von Arbeitslosen
Die Verordnung über die ehrenamtliche Betätigung von Arbeitslosen ist eine Rechtsverordnung des Bundesministeriums für Arbeit und Sozialordnung, die den Begriff der ehrenamtlichen Betätigung im Sinne des § 138 Abs. 2 SGB III legaldefiniert.
Eine ehrenamtliche Betätigung schließt Arbeitslosigkeit nicht aus, wenn dadurch die berufliche Eingliederung der oder des Arbeitslosen nicht beeinträchtigt wird (§ 138 Abs. 2 SGB III). Gem. § 1 Abs. 1 der Verordnung ist eine Betätigung ehrenamtlich, die
1. unentgeltlich ausgeübt wird,
2. dem Gemeinwohl dient und
3. bei einer Organisation erfolgt, die ohne Gewinnerzielungsabsicht Aufgaben ausführt, welche im öffentlichen Interesse liegen oder gemeinnützige, mildtätige oder kirchliche Zwecke fördern.

Bei der Prüfung, ob eine ehrenamtliche Betätigung dem Gemeinwohl dient und bei einer Organisation erfolgt, die ohne Gewinnerzielungsabsicht im öffentlichen Interesse liegende Aufgaben ausübt oder gemeinnützige, mildtätige oder kirchliche Zwecke fördert, sind großzügige Maßstäbe anzulegen. Von Gemeinwohl kann allerdings nicht ausgegangen werden, wenn die Betätigung des Arbeitslosen Einzelpersonen dient. Eine solche Tätigkeit wäre anspruchsschädlich und würde zum Wegfall der Voraussetzungen für den Bezug von Arbeitslosengeld führen.
Betätigungen als Stadt- oder Gemeinderat berühren die Verfügbarkeit und damit die Voraussetzungen der Arbeitslosigkeit gem. § 138 Abs. 1 SGB III dagegen nicht.
Eine ehrenamtliche Tätigkeit mit einem Umfang von bis zu 15 Stunden wöchentlich wirkt sich nicht auf die Verfügbarkeit des Arbeitslosen für den Arbeitsmarkt aus. Ob die Arbeitssuche bei einem Engagement über 15 Stunden pro Woche leidet, entscheiden die Arbeitsämter im Einzelfall.
Eine Aufwandsentschädigung aus einer ehrenamtlichen Tätigkeit wird seit dem 1. Januar 2021 nach dem Ehrenamtsstärkungsgesetz bis zu einer Höhe von monatlich 250 Euro nicht auf das Arbeitslosengeld angerechnet (§ 1 Abs. 2 Satz 2 der Verordnung). Dieser Betrag (bis zu 3000 Euro im Kalenderjahr) gilt gem. § 11a Abs. 1 Nr. 4, 5 SGB II auch für Empfänger von Arbeitslosengeld II.